# Zhenzong
Imperador Zhenzong (Kaifeng, 23 de dezembro de 968 – Kaifeng, 23 de março de 1022) foi o terceiro imperador da dinastia Song da China. Seu nome de nascimento era Zhao Heng. Reinou entre 997 e 1022. Zhenzong foi filho do Imperador Taizong.